# Бураго Дмитро Сергійович
Дмитро́ Сергі́йович Бура́го (*28 жовтня 1968, Київ) — український російськомовний поет, культуролог, видавець, громадський діяч, педагог; живе і працює у Києві.

## Життєпис
Народився 28 жовтня 1968 р. м. Києві.
Закінчив філологічний факультет Київського педагогічного інституту. Працював вчителем зарубіжної літератури. Пише російською мовою.
Автор збірок поезій «Эхо мертвого озера», «Здесь», «Снеговик» тощо, публікацій у періодичних виданнях.
Д. С. Бураго здійснює активну видавничу діяльність, зокрема він засновник і очільник ВД «Бураго», кількість виданих назв книжок якого з кінця 1990-х сягає півтисячі.
Дмитро Бураго відомий як громадський діяч, зокрема організатор низки культурних заходів, наукових культурологічних конференцій
Лауреат премії ім. Леоніда Вишеславського «Планета поета» (2007).
Поетичному доробку автора властиві проникнення углиб речей, явищ, станів, а також яскраво виражений індивідуалізм, звернення як до злободенних тем, так і зв'язку їх із вічними філософськими проблемами добра і зла, вічного і минущого, суспільного і особистого; окреме місце у творчості Д. С. Бурага посідають алюзії до єврейської тематики.
Д. С. Бураго викладає (середина 2010-х) зарубіжну літературу в alma mater.
Головний редактор журналу «Мова і культура»